# NBA 1968/69
Die NBA-Saison 1968/69 war die 23. Saison der National Basketball Association (NBA). Sie begann am Dienstag, den 15. Oktober 1968, mit dem Spiel der Chicago Bulls bei den New York Knickerbockers und endete regulär nach 574 Spielen am Montag, den 24. März 1969. Die Postseason begann am Mittwoch, den 26. März, und endete am Montag, den 5. Mai, mit 4—3 Finalsiegen der Boston Celtics über die Los Angeles Lakers.

## Saisonnotizen
- Es ging weiter aufwärts mit Basketball und der Liga: Zwei neue Franchises feierten mit den Milwaukee Bucks und den Phoenix Suns Premiere. Gleichzeitig siedelten die St. Louis Hawks nach Atlanta um. Gegen die Teams der eigenen Division wurde sieben- oder sechsmal gespielt, gegen die Teams der anderen sechsmal. Lediglich die Milwaukee Bucks spielten achtmal gegen die Seattle SuperSonics und die Phoenix Suns.[1]
- Erster Draft-Pick in der NBA-Draft 1968 wurde Cougar Elvin Hayes von der University of Houston für die San Diego Rockets. Er stellte nicht nur einen Einsatzrekord für Rookies auf, sondern wurde auch Scoring Champion der Saison. Zweiter Draft-Pick der Baltimore Bullets, Cardinal Wes Unseld von der University of Louisville, wiederholte Wilt Chamberlains Kunststück, im gleichen Jahr sowohl Most Valuable Player als auch Rookie of the Year zu werden.[2]
- Das 19. All-Star-Game fand am Dienstag, den 14. Januar 1969, vor 12.348 Zuschauern im Baltimore Civic Center von Baltimore, Maryland statt. Gene Shues Eastern All-Stars besiegten Richie Guerins Western All-Stars mit 123—112. All-Star Game MVP wurde zum dritten Mal Oscar Robertson von den Cincinnati Royals.[3]

## Abschlusstabellen
Pl. = Rang,  = Für die Playoffs qualifiziert, Sp = Anzahl der Spiele, S—N = Siege—Niederlagen, % = Siegquote (Siege geteilt durch Anzahl der bestrittenen Spiele), GB = Rückstand auf den Führenden der Division in der Summe von Sieg- und Niederlagendifferenz geteilt durch zwei, Heim = Heimbilanz, Ausw. = Auswärtsbilanz, Neutr. = Bilanz auf neutralem Boden, Div. = Bilanz gegen die Divisionsgegner

### Eastern Division
| Pl. | Mannschaft              | Sp | S—N   | %    | GB | Heim  | Ausw. | Neutr. | Div.  |
| --- | ----------------------- | -- | ----- | ---- | -- | ----- | ----- | ------ | ----- |
| 1.  | Baltimore Bullets       | 82 | 57—25 | .695 | —  | 29—90 | 24—15 | 04—10  | 26—14 |
| 2.  | Philadelphia 76ers      | 82 | 55—27 | .671 | 2  | 26—80 | 24—16 | 05—30  | 23—17 |
| 3.  | New York Knickerbockers | 82 | 54—28 | .659 | 3  | 30—70 | 19—20 | 05—10  | 26—14 |
| 4.  | Boston Celtics          | 82 | 48—34 | .585 | 9  | 24—12 | 21—19 | 03—30  | 23—17 |
| 5.  | Cincinnati Royals       | 82 | 41—41 | .500 | 16 | 15—13 | 16—21 | 10—70  | 20—20 |
| 6.  | Detroit Pistons         | 82 | 32—50 | .390 | 25 | 21—17 | 07—30 | 04—30  | 13—27 |
| 7.  | Milwaukee Bucks         | 82 | 27—55 | .329 | 30 | 15—19 | 08—27 | 04—90  | 07—29 |

### Western Division
| Pl. | Mannschaft               | Sp | S—N   | %    | GB | Heim  | Ausw. | Neutr. | Div.  |
| --- | ------------------------ | -- | ----- | ---- | -- | ----- | ----- | ------ | ----- |
| 1.  | Los Angeles Lakers       | 82 | 55—27 | .671 | —  | 32—90 | 21—18 | 02—00  | 30—10 |
| 2.  | Atlanta Hawks            | 82 | 48—34 | .585 | 7  | 28—12 | 18—21 | 02—10  | 26—14 |
| 3.  | 0San Francisco Warriors0 | 82 | 41—41 | .500 | 14 | 22—19 | 18—21 | 01—10  | 20—20 |
| 4.  | San Diego Rockets        | 82 | 37—45 | .451 | 18 | 25—16 | 08—25 | 04—40  | 20—20 |
| 5.  | Chicago Bulls            | 82 | 33—49 | .402 | 22 | 19—21 | 12—25 | 02—30  | 19—21 |
| 6.  | Seattle Supersonics      | 82 | 30—52 | .366 | 25 | 18—18 | 06—29 | 06—50  | 15—23 |
| 7.  | Phoenix Suns             | 82 | 16—66 | .195 | 39 | 11—26 | 04—28 | 01—12  | 08—30 |

## Ehrungen
- Most Valuable Player 1968/69: Wes Unseld, Baltimore Bullets
- Rookie of the Year 1968/69: Wes Unseld, Baltimore Bullets
- Coach of the Year 1968/69: Gene Shue, Baltimore Bullets
- All-Star Game MVP 1969: Oscar Robertson, Cincinnati Royals
- NBA-Finals MVP 1969: Jerry West, Los Angeles Lakers

| - All-NBA First Team: - Billy Cunningham, Philadelphia 76ers - Elgin Baylor, Los Angeles Lakers - Wes Unseld, Baltimore Bullets - Earl Monroe, Baltimore Bullets - Oscar Robertson, Cincinnati Royals               | - All-NBA Second Team: - John Havlicek, Boston Celtics - Dave DeBusschere, New York Knickerbockers - Willis Reed, New York Knickerbockers - Hal Greer, Philadelphia 76ers - Jerry West, Los Angeles Lakers |
| - All-Rookie Team: - Wes Unseld, Baltimore Bullets - Elvin Hayes, San Diego Rockets - Bill Hewitt, Los Angeles Lakers - Art Harris, Seattle Supersonics - Gary Gregor, Phoenix Suns                                 | |
| - All-Defensive First Team: - Dave DeBusschere, New York Knickerbockers - Nate Thurmond, San Francisco Warriors - Bill Russell, Boston Celtics - Walt Frazier, New York Knickerbockers - Jerry Sloan, Chicago Bulls | - All-Defensive Second Team: - Rudy LaRusso, San Francisco Warriors - John Havlicek, Boston Celtics - Bill Bridges, Atlanta Hawks - Tom Sanders, Boston Celtics - Jerry West, Los Angeles Lakers           |

## Führende Spieler in Einzelwertungen
| Kategorie       | Spieler          | Mannschaft         | Wert   |
| --------------- | ---------------- | ------------------ | ------ |
| Punkte          | Elvin Hayes      | San Diego Rockets  | 2327   |
| Wurfquote †     | Wilt Chamberlain | Los Angeles Lakers | 58,3 % |
| Freiwurfquote ‡ | Larry Siegfried  | Boston Celtics     | 86,4 % |
| Assists         | Oscar Robertson  | Cincinnati Royals  | 772    |
| Rebounds        | Wilt Chamberlain | Philadelphia 76ers | 1712   |

† 230 Körbe nötig. Chamberlain nahm 1099 Schüsse und traf 641 mal.

‡ 230 Freiwürfe nötig. Siegfried traf 336 von 389.

- Elvin Hayes von den San Diego Rockets stand mit 3695 Minuten in 82 Spielen am längsten auf dem Parkett. Er ist damit auch der Rookie mit den meisten Einsatzminuten. Walt Bellamy, der diesen Rekord in der Saison 1961/62 zuletzt gebrochen und seitdem innegehabt hatte, stellte seinerseits einen neuen Einsatzrekord auf: Durch seinen Transfer von den New York Knickerbockers zu den Detroit Pistons im Verlauf der Saison kam er auf insgesamt 88 Einsätze (Stand: 2020).
- Mit 329 beging Billy Cunningham von den Philadelphia 76ers die meisten Fouls. Art Harris von den Seattle Supersonics war mit 14 mal am häufigsten fouled out.
- Bis einschließlich dieser Saison 1968/69 wurden den Statistiken in den Kategorien „Punkte“, „Assists“ und „Rebounds“ die insgesamt erzielten Leistungen zu Grunde gelegt und nicht die Quote pro Spiel.[4]
- Elvin Hayes von den San Diego Rockets  hatte mit 2327 Punkten in 82 Spielen den besten Punkteschnitt der Saison mit 28,4 Punkten pro Spiel. Seine Wurfquote betrug 44,7 %.
- Wilt Chamberlain führte die Liga insgesamt neunmal mit der besten Feldtorquote an. Shaquille O’Neal übertraf ihn um eine Saison. Fünfmal in Folge, wie in dieser Saison, gelang jedoch nur Chamberlain (Stand: 2020).
- Larry Siegfried verwandelte mit der besten Freiwurfquote die insgesamt neunundzwanzigstmeisten Freiwürfe. Mit 643 bei einer Quote von 83,8 % warf Oscar Robertson zum vierten Mal die meisten Freiwürfe.
- Oscar Robertson gewährte 9,8 Assists pro Spiel.
- Insgesamt kamen zehn Spieler auf eine vierstellige Zahl an Rebounds. Wilt Chamberlains 1712 Bretter bedeuteten eine Quote von 21,1 Rebounds pro Spiel. Er hatte in seiner Karriere insgesamt 13 mal 1000 oder mehr Rebounds und in dieser Saison zum zehnten Mal. Bill Russell hatte dafür als einziger zwölfmal in Folge 1000 oder mehr Rebounds und in seiner Abschiedssaison 1968/69 zum letzten Mal.

## Playoffs-Baum
| Division-Halbfinals | Division-Halbfinals    | Division-Halbfinals |    |                    | Division-Finals | Division-Finals | Division-Finals |  |  | NBA-Finals | NBA-Finals | NBA-Finals |
|                     |                        |                     |    |                    |                 |                 |                 |  |  |            |            |            |
| W1                  | Los Angeles Lakers     | 4                   |    |                    |                 |                 |                 |  |  |            |            |            |
| W3                  | San Francisco Warriors | 2                   |    |                    |                 |                 |                 |  |  |            |            |            |
| W3                  | San Francisco Warriors | 2                   | W1 | Los Angeles Lakers | 4               |                 |                 |  |  |            |            |            |
| Western Division    |                        |                     | W1 | Los Angeles Lakers | 4               |                 |                 |  |  |            |            |            |
|                     | W2                     | Atlanta Hawks       | 1  |                    |                 |                 |                 |  |  |            |            |            |
| W2                  | W2                     | Atlanta Hawks       | 1  | Atlanta Hawks      | 4               |                 |                 |  |  |            |            |            |
| W2                  |                        |                     |    | Atlanta Hawks      | 4               |                 |                 |  |  |            |            |            |
| W4                  | San Diego Rockets      | 2                   |    |                    |                 |                 |                 |  |  |            |            |            |
| W4                  | San Diego Rockets      | 2                   | W1 | Los Angeles Lakers | 3               |                 |                 |  |  |            |            |            |
|                     |                        |                     |    | Los Angeles Lakers | 3               |                 |                 |  |  |            |            |            |
|                     | E4                     | Boston Celtics      | 4  |                    |                 |                 |                 |  |  |            |            |            |
| E4                  | E4                     | Boston Celtics      | 4  | Boston Celtics     | 4               |                 |                 |  |  |            |            |            |
| E4                  |                        |                     |    | Boston Celtics     | 4               |                 |                 |  |  |            |            |            |
| E2                  | Philadelphia Sixers    | 1                   |    |                    |                 |                 |                 |  |  |            |            |            |
| E2                  | Philadelphia Sixers    | 1                   | E4 | Boston Celtics     | 4               |                 |                 |  |  |            |            |            |
| Eastern Division    |                        |                     | E4 | Boston Celtics     | 4               |                 |                 |  |  |            |            |            |
|                     | E3                     | New York Knicks     | 2  |                    |                 |                 |                 |  |  |            |            |            |
| E3                  | E3                     | New York Knicks     | 2  | New York Knicks    | 4               |                 |                 |  |  |            |            |            |
| E3                  |                        |                     |    | New York Knicks    | 4               |                 |                 |  |  |            |            |            |
| E1                  | Baltimore Bullets      | 0                   |    |                    |                 |                 |                 |  |  |            |            |            |

## Playoffs-Ergebnisse
Die Playoffs begannen am 26. März und wurden in der ersten Runde, den Division-Finals und den NBA-Finals nach dem Modus Modus „Best of Seven“ ausgetragen. Da jede Division nun sieben Teilnehmer besaß, gab es für die Divisionssieger nicht länger ein Freilos in der ersten Runde wie noch Jahre zuvor, stattdessen wurden sie mit den Divisionsdritten gepaart und die Zweiten mit den Vierten.
Wilt Chamberlain von den Los Angeles Lakers errang 444 Rebounds in der Postseason. Teamkamerad Jerry West gewährte 135 Assists und erzielte 556 Punkte. Wilt Chamberlains Wurfquote von 100 % bei mindestens 9 Feldtoren wurde nur neunmal in der NBA-Geschichte erreicht. Derweil verloren die Philadelphia Sixers zwischen 1968 und 1971 9 Playoff-Heimspiele in Folge.

### Eastern Division-Halbfinals
New York Knickerbockers 4, Baltimore Bullets 0

Donnerstag, 27. März: Baltimore 101 – 113 New York

Sonnabend, 29. März: New York 107 – 91 Baltimore

Sonntag, 30. März: Baltimore 116 – 119 New York

Mittwoch, 2. April: New York 115 – 108 Baltimore
Boston Celtics 4, Philadelphia 76ers 1

Mittwoch, 26. März: Philadelphia 100 – 114 Boston

Freitag, 28. März: Boston 134 – 103 Philadelphia

Sonntag, 30. März: Philadelphia 118 – 125 Boston

Dienstag, 1. April: Boston 116 – 119 Philadelphia

Freitag, 4. April: Philadelphia 90 – 93 Boston

### Western Division-Halbfinals
Los Angeles Lakers 4, San Francisco Warriors 2

Mittwoch, 26. März: Los Angeles 94 – 99 San Francisco

Freitag, 28. März: Los Angeles 101 – 107 San Francisco

Montag, 31. März: San Francisco 98 – 115 Los Angeles

Mittwoch, 2. April: San Francisco 88 – 103 Los Angeles

Freitag, 4. April: Los Angeles 103 – 98 San Francisco

Sonnabend, 5. April: San Francisco 78 – 118 Los Angeles
Atlanta Hawks 4, San Diego Rockets 2

Donnerstag, 27. März: Atlanta 107 – 98 San Diego

Sonnabend, 29. März: Atlanta 116 – 114 San Diego

Dienstag, 1. April: San Diego 104 – 97 Atlanta

Freitag, 4. April: San Diego 114 – 112 Atlanta

Sonntag, 6. April: Atlanta 112 – 101 San Diego

Montag, 7. April: San Diego 106 – 108 Atlanta

### Eastern Division-Finals
Boston Celtics 4, New York Knickerbockers 2

Sonntag, 6. April: New York 100 – 108 Boston

Mittwoch, 9. April: Boston 112 – 97 New York

Donnerstag, 10. April: New York 101 – 91 Boston

Sonntag, 13. April: Boston 97 – 96 New York

Montag, 14. April: New York 112 – 104 Boston

Freitag, 18. April: Boston 106 – 105 New York

### Western Division-Finals
Los Angeles Lakers 4, Atlanta Hawks 1

Freitag, 11. April: Los Angeles 95 – 93 Atlanta

Sonntag, 13. April: Los Angeles 104 – 102 Atlanta

Dienstag, 15. April: Atlanta 99 – 80 Los Angeles

Donnerstag, 17. April: Atlanta 85 – 100 Los Angeles

Sonntag, 20. April: Los Angeles 104 – 96 Atlanta

## NBA-Finals

### Boston Celtics vs. Los Angeles Lakers
Jerry West von den Los Angeles Lakers erzielte 265 Punkte in sieben Finalspielen, nur 19 weniger als sein Teamkamerad Elgin Baylor in den NBA-Finals 1962. Er ist der einzige Spieler eines unterlegenen Teams, der jemals den in dieser Saison neu geschaffenen Preis des NBA-Finals MVP gewinnen konnte. Seine Lakers hatten mit 64,1 % die niedrigste Freiwurfquote einer Sieben-Spiele-Finalserie aller Zeiten. Beide Teams gewährten die wenigsten Assists am 27. April: Die Lakers 10 und die Celtics 11 (Stand: 2020).
Die Finalergebnisse:

Mittwoch, 23. April: Los Angeles 120 – 118 Boston

Freitag, 25. April: Los Angeles 118 – 112 Boston

Sonntag, 27. April: Boston 111 – 105 Los Angeles

Dienstag, 29. April: Boston 89 – 88 Los Angeles

Donnerstag, 1. Mai: Los Angeles 117 – 104 Boston

Sonnabend, 3. Mai: Boston 99 – 90 Los Angeles

Montag, 5. Mai: Los Angeles 106 – 108 Boston
Die Boston Celtics werden mit 4—3 Siegen zum elften Mal NBA-Meister. Spielertrainer Bill Russell war in den 13 Jahren seiner Karriere an jeder der elf Meisterschaften als Spieler beteiligt. Niemand war häufiger Meister als Russell, nach dem auch der Preis des NBA-Finals MVPs benannt wurde. Er erklärte drei Monate nach dem finalen Sieg seinen Rücktritt.

## Die Meistermannschaft der Boston Celtics
| Jim Barnes, Emmette Bryant, Don Chaney, Mal Graham, John Havlicek, Bailey Howell, Rich Johnson, Sam Jones, Don Nelson, Bud Olsen, Bill Russell, Tom Sanders, Larry Siegfried Head Coach Bill Russell |